# Battaglia di Montenotte
La battaglia di Montenotte fu combattuta tra l'11 ed il 12 aprile 1796 tra le truppe francesi dell'Armata d'Italia, guidate dal generale Napoleone Bonaparte, e le truppe imperiali del generale Johann Peter Beaulieu, nell'ambito della guerra della Prima coalizione. Lo scontro, terminato in una schiacciante vittoria francese, diede inizio ad una fulminea campagna che portò alla resa delle Forze del Regno di Sardegna.

## Contesto storico
Dopo lo scoppio della guerra della Prima coalizione, uno dei fronti venutisi a creare fu quello italiano. Sebbene considerato quasi un fronte secondario rispetto a quello tedesco, furono inizialmente stanziati 106 000 uomini per formare l'Armata d'Italia ed affrontare le forze sabaude ed austriache.
Dopo anni di alterne fortune, l'Armata d'Italia versava in condizioni pietose: restavano solamente 60 000 uomini dei 106 000 originariamente assegnati e di questi solo 37 600 erano disponibili per il servizio. Diserzione, fame e malattie dilagavano tra le file dell'esercito; i soldati erano stanchi, demoralizzati, senza paga e spesso le loro divise cadevano a pezzi da quanto erano consumate e logore; i vari comandanti a cui fu affidato il fronte si rivelarono presto incapaci di gestire e riorganizzare le risorse, non riuscendo a compiere alcun serio progresso.
Il 27 marzo 1796, dopo il licenziamento di Schérer, il comando fu affidato ad un giovane generale corso, distintosi più volte nel corso dell'assedio di Tolone e della soppressione dei moti del 13 vendemmiaio, l’allora pressoché sconosciuto Napoleone Bonaparte.

## Antefatti
Preso il comando dell'Armata, Napoleone convocò al proprio quartiere generale i tre più anziani generali di divisione presenti ed i membri più importanti del suo stato maggiore. Si presentarono Jean Mathieu Philibert Sérurier, Pierre François Charles Augereau ed Andrea Massena in qualità di generali, Louis Alexandre Berthier in qualità di capo di stato maggiore, Jean Andoche Junot, Auguste Marmont e Gioacchino Murat in qualità di aiutanti di campo oltre al fratello di Napoleone, Luigi. Furono comunicati loro gli ordini del Direttorio per la campagna d'Italia: conquistare Milano ed avanzare fino a Vienna.
Per poter ottenere ciò, era necessario sconfiggere le forze coalizzate di piemontesi ed austriaci che, combinati, godevano della superiorità numerica rispetto ai francesi. Napoleone fece leva sulle debolezze dei propri avversari per ideare un piano che avrebbe portato ad una rapida vittoria francese.

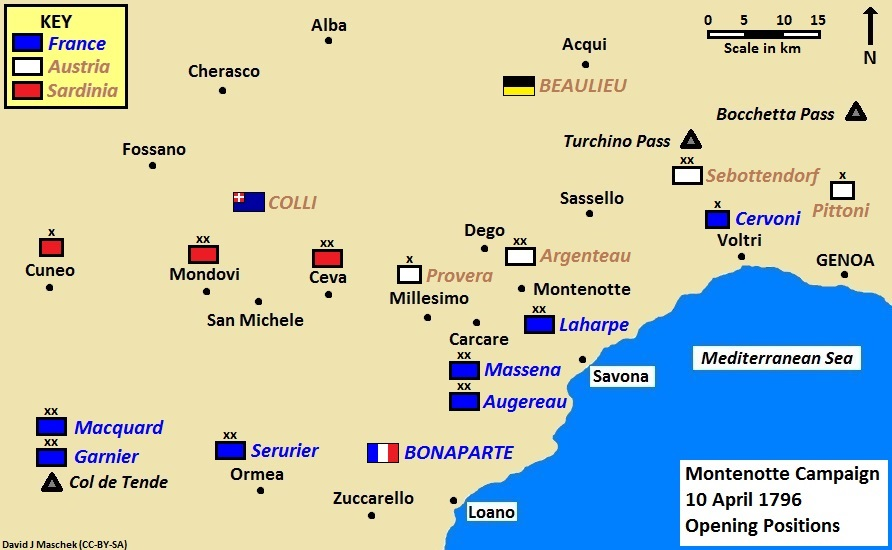
Situazione francese prima della campagna di Montenotte

I due eserciti, singolarmente, erano inferiori numericamente a quello francese. In aggiunta, le truppe austriache e quelle sabaude tendevano a non cooperare, mostrando segni di una reciproca diffidenza, sintomo della carenza di fiducia degli austriaci nei confronti dei piemontesi, ritenuti inclini ad una pace con la Francia. Infine, a differenza di Beaulieu, de facto comandante dei due eserciti coalizzati, Napoleone godeva di un'intima conoscenza del territorio, avendo operato come comandante d'artiglieria proprio sul fronte italiano tra il 1793 ed il 1795.
Il precedente piano di Schérer di conquistare Genova fu immediatamente scartato: i fianchi dell'esercito francese sarebbero stati esposti ad una discesa delle forze coalizzate dalle Alpi, oltre a presentare altri problemi di natura logistica, dovuti alle precarie condizioni dei soldati dell'Armata d'Italia. Trovato l'anello debole dei due eserciti nella città di Carcare, Napoleone progettò di salire verso il colle della Cadibona, in modo da avanzare rapidamente con tanto di artiglieria ed attaccare, senza dar tempo al nemico di rispondere. Massena ed Augereau si sarebbero congiunti alla Cadibona e da lì avrebbero marciato verso Carcare. Sérurier avrebbe compiuto una manovra diversiva ad Ormea e Cervoni sarebbe rimasto a Voltri, in modo che gli austriaci fossero indotti a credere ad un imminente attacco a Genova. Infine Laharpe avrebbe dovuto tentare di conquistare Sassello con la sua divisione. L'inizio delle operazioni fu stabilito per il 15 aprile.
Gli austriaci, infatti, credendo ad un'offensiva sul capoluogo ligure, si apprestarono a scacciare i francesi da Voltri, attaccando il paese il 10 aprile. Questa manovra sarebbe dovuta essere affiancata da un attacco di Argenteau sul monte Negino, ma il suo esercito non era pronto e la manovra fu ritardata di un giorno. In questo frangente, Beaulieu si rese conto, tardivamente, che la divisione di Argenteau era pericolosamente separata dal resto delle forze austriache: tentò di spostare il suo fianco sinistro in supporto del suo collega e diede ordine ai rinforzi in Lombardia di concentrarsi ad Acqui.
Le strade nei pressi di Montenotte andavano a formare un triangolo con punta rivolta a nord. Nel vertice a sud-est si trovava Madonna di Savona, in quello a sud-ovest si trovava Altare, importante crocevia nella strada tra Ceva e Savona, mentre sul vertice nord si trovava Montenotte Superiore. Da qui, la strada proseguiva ancora verso nord fino a Montenotte Inferiore. Sul lato destro di questo triangolo, tre picchi si alternavano, distanziati l'uno dall'altro: monte San Giorgio, monte Pra e monte Negino, visti da nord a sud.

## La battaglia

### Monte Negino
L'ala destra di Argenteau, a causa della negligenza dei propri ufficiali, iniziò l'attacco solamente l'11 aprile. In quel giorno, una divisione di 3 700 austriaci, attaccò una posizione francese sul monte Negino. Argenteau guidava un battaglione del reggimento di fanteria Alvinczi e due battaglioni del reggimento di fanteria Arciduca Antonio nei pressi di Montenotte Superiore. Qui, si incontrarono con i due battaglioni guidati dal generale Rukavina.

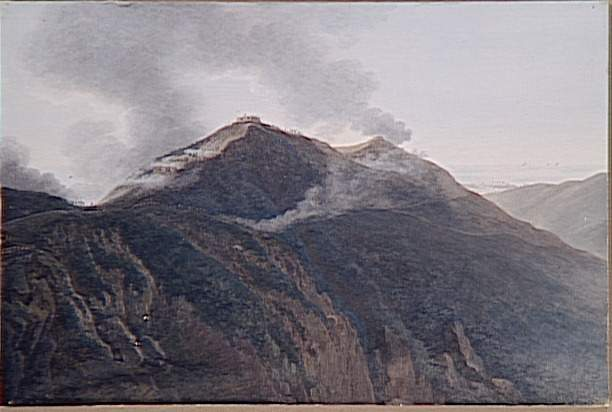
Attacco alla ridotta di monte Negino, Giuseppe Pietro Bagetti.

Gli austriaci iniziarono a mettere pressione al vertice sud-est del triangolo, travolgendo gli avamposti nemici del monte San Gioro e del monte Pra. Il colonnello Fornésy, con i suoi 1 000 uomini, tenne in mano francese un'antica ridotta costruita dagli austriaci sul monte Negino. A questi soldati si aggiunsero le truppe del colonnello Rampon, che prese il comando generale in loco. Altri 1 192 uomini provenienti da Madonna di Savona arrivarono a supporto della causa francese.
Gli austriaci, guidati dai croati del Gyulai Freikorps, attaccarono ferocemente. Quando i francesi sembravano cedere sotto la forza degli austriaci, testimoni riportano che il colonnello Rampon lì incoraggiò al grido di "Conquistare o morire". Tutti gli attacchi austriaci fallirono e Rukavina venne ferito ad una spalla. Non vedendo utile proseguire nell'attacco, Argenteau decise di porre fine alle operazioni alle 16, chiedendo rinforzi quella stessa sera al tenente colonnello Leczeny, stanziato a Sassello. Rampon stimò tra le 200 e le 300 perdite per gli austriaci, anche se, probabilmente, 100 caduti sembrano una cifra più realistica. I francesi riportarono 57 caduti.

### Montenotte

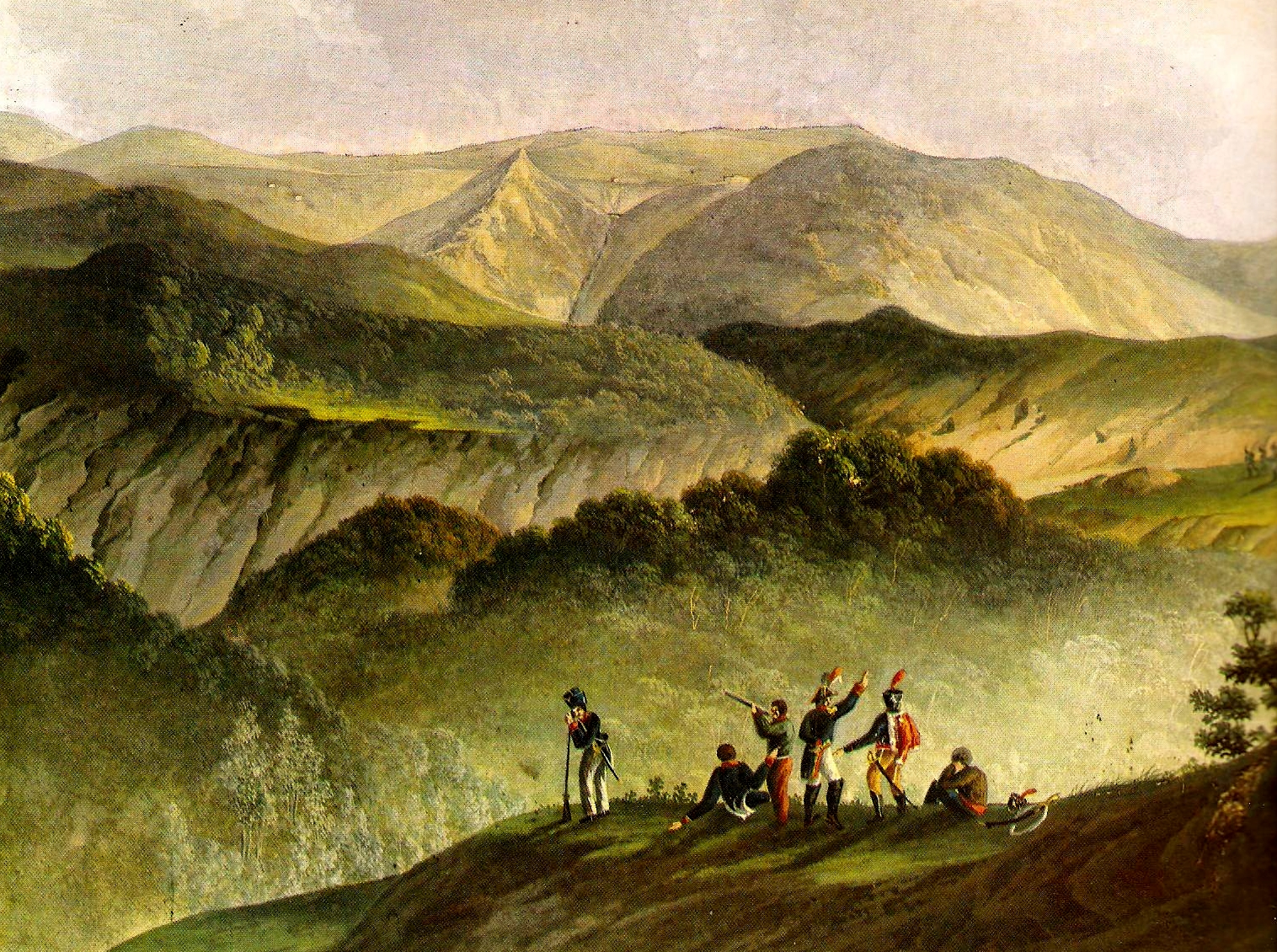
Napoleone e i suoi ufficiali osservano il campo di battaglia di Montenotte

Napoleone si decise a distruggere le forze di Argenteau: vista la considerevole distanza tra Argenteau e Beaulieu, nulla poteva ostacolare la riuscita dell'operazione. A Laharpe fu ordinato di rinforzare le truppe di Rampon sul monte Negino, portando a 7 000 il numero di francesi in difesa del monte, sul lato orientale del triangolo. Massena ed Augereau erano già in marcia verso la Cadibona con due divisioni: quella di Augereau avrebbe effettivamente proseguito verso il passo mentre Massena, alla guida della divisione di Menard avrebbe marciato lungo il lato sinistro del triangolo. Per raggiungere le posizioni assegnate, i soldati marciarono dalle 2 di notte del 12 aprile attraverso una pioggia torrenziale.
A supportare gli austriaci arrivò il battaglione Terzi, che marciò l'intera nottata per raggiungere Montenotte all'alba. Argenteau schierò le sue truppe in formazione da battaglia, lasciando alcune compagnie, distaccate dai propri reggimenti, a guardia della strada per Altare. Tutte le altre erano rivolte verso Montenotte. Da segnalare anche la presenza in zona del battaglione Preiss, non impiegato nella battaglia.
All'alba, la nebbia copriva l'intera zona. Quando questa si diradò, i francesi aprirono il fuoco sulle sottostanti posizioni austriache al monte Negino. Argenteau capì di essere al cospetto di forze molto numerose. Presto, i soldati di Massena si lanciarono contro il fianco destro austriaco, presidiato da forze molto contenute e li dispersero, sfruttando a pieno la superiorità numerica. Argenteau schierò i battaglioni Stein e Pellegrini al comando del tenente colonnello Nesslinger per tentare di mantenere il centro, i battaglioni Arciduca Antonio furono mandati a tenere il fianco sinistro sul monte Pra. Poi prese il battaglione Alvinczi  e lo portò in soccorso del battaglione Terzi, lasciato a difesa del fianco destro.
La battaglia terminò già prima delle 9:30. Mentre il fianco destro degli austriaci si stava sgretolando sotto la pressione degli uomini di Massena, Laharpe discese sui battaglioni stanziati in difesa del monte Pra, i quali, almeno inizialmente, posero una strenua resistenza. La situazione del fianco destro austriaco divenne disperata così rapidamente da costringere Argenteau ad una ritirata: il battaglione Terzi fu sostanzialmente annientato, i due battaglioni lasciati al centro irrimediabilmente danneggiati. Gli austriaci si ritirarono seguendo la strada verso Montenotte inferiore, affidando la copertura delle retrovie al battaglione Alvinczi: questo dovette combattere duramente per riuscire a sottrarsi alla cattura, perdendo molti uomini ed i propri stendardi. Gli austriaci riuscirono ad allontanarsi giusto in tempo per evitare l'accerchiamento da parte di Massena e Laharpe.

## Conseguenze
I rapporti austriaci citano solamente 166 morti, 114 feriti e 416 dispersi, sebbene molti autori abbiano più volte insistito su perdite molto più significative. Chandler riferisce di 2 500 caduti su  6 000 austriaci coinvolti, Smith e Rothenberg concordano sui caduti, ponendo però a 9 000 e 4 500 il numero di soldati austriaci coinvolti, rispettivamente. Anche Litta Biumi azzarda cifre simili, attestando 2 500 morti e 2 000 prigionieri tra gli austriaci. Le perdite stimate per i francesi sono incerte ma contenute, al peggio un migliaio tra morti, feriti e catturati.
Argenteau riuscì a fuggire con al più 700 uomini. Riunì i suoi uomini ad Acqui, mandando un messaggio urgente a Beaulieu, affermando che la sua divisione era stata «quasi totalmente distrutta», mentre la divisione di Rukavina mantenne salda la posizione di Dego, a circa 7 km da Montenotte, in direzione nord-ovest. Napoleone, visto il successo, decise di allargare ulteriormente il varco creatosi tra austriaci e piemontesi, attaccando nei giorni a venire sia la posizione di Millesimo sia quella di Dego. Queste operazioni furono effettuate il 14 ed il 15 aprile.